# Prova de Mantoux

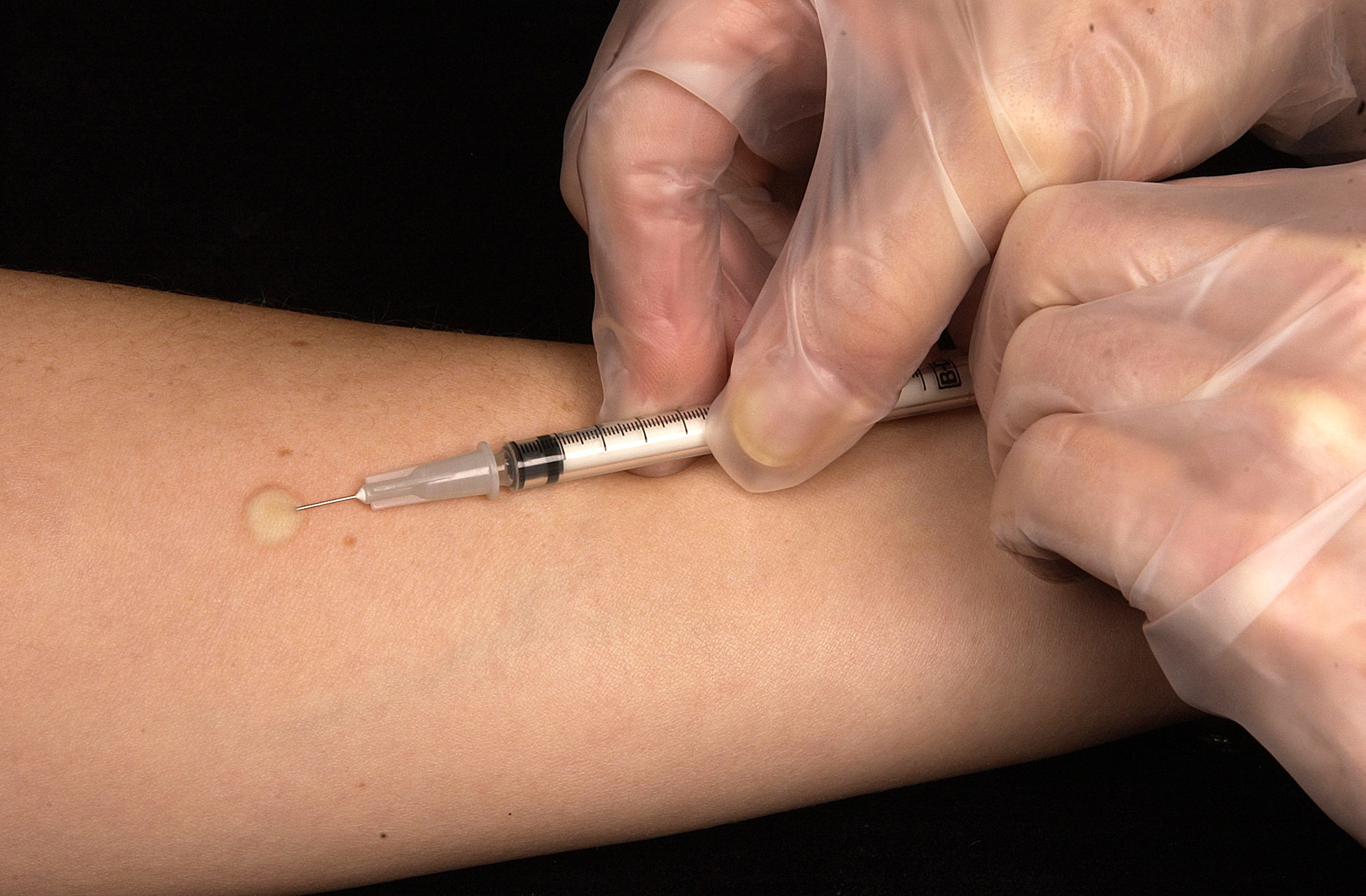
Pàpula que apareix en injectar la tuberculina

La prova de Mantoux o test de Mantoux, és la prova de la tuberculina que s'utilitza habitualment per a conèixer la sensibilitat del subjecte a la tuberculina, aplicant una injecció intradèrmica d'una dosi exacta de solució de tuberculina de concentració determinada. La reacció de Mantoux o prova positiva es manifesta al cap de 48-72 hores com una zona d'induració superior a 10 mm de diàmetre entorn del lloc d'injecció, la qual cosa indica que hi ha o que hi ha hagut contacte de l'individu amb el bacil de Koch, però no vol dir necessàriament que pateixi de tuberculosi.
Per tant, consisteix a injectar antígens a un organisme per comprovar si s'ha produït contacte amb el Mycobacterium o amb la vacuna BCG però sense deixar empremta. La injecció intradèrmica és de 0,1 ml de derivat purificat d'antigen de Mycobacterium tuberculosis. S'observa la reacció veient la induració a les 72 hores. Quan la pàpula que es produeix és major a 5 mm de diàmetre es considera que s'ha produït un contacte amb el bacil; és el diagnòstic d'infecció tuberculosa.

## Indicacions
El test de la tuberculina està indicat en totes aquelles persones que presentin una major probabilitat d'infecció i que podrien beneficiar-se d'un tractament de quimioprofilaxi. Pot estar indicat també com a eina diagnostica en pacients amb sospita de malaltia tuberculosa.
1. Tots aquells contactes amb pacients amb malaltia TB pulmonar o laríngia.
2. Pacients amb infecció VIH.
3. Persones amb lesions radiològiques suggestives de TB antiga curada, però que no van ser tractats amb pautes de reconeguda eficàcia.
4. Persona amb morbiditat coneguda com a factor de risc per TBC amb diabetis mellitus, insuficiència renal crònica, silicosi, tractaments prolongats amb glucocorticoides o en teràpia immunosupressora, pacients amb neoplàsies hematològiques, malnodrits i malalts gasterotomitzats.
5. Empleats sanitaris, funcionaris de presons o empleats de residències de tercera edat.
6. Immigrants de zones amb alta prevalença de TB.

## Resultats falsos positius
Un resultat fals positiu de la tuberculina pot donar-se per infecció de micobacteris no tuberculosos o per vacunació prèvia amb la vacuna BCG. La vacunació prèvia amb BCG pot donar falsos positius molts anys després d'aquesta vacunació.